# Мураљионе-Фонте Купа (Фрозиноне)
Мураљионе-Фонте Купа је насеље у Италији у округу Фрозиноне, региону Лацио.
Према процени из 2011. у насељу је живело 158 становника. Насеље се налази на надморској висини од 220 м.